# Me and the Devil Blues
Pour le manga, voir Me and the Devil Blues (manga).
Singles de Robert Johnson
Stop Breakin' Down Blues /
 Honeymoon Blues
(1938) Love in Vain Blues / Preachin' Blues (Up Jumped the Devil)
(1938)
Me and the Devil Blues est une chanson du chanteur de blues Robert Johnson.
Elle est enregistrée le 20 juin 1937 pendant sa dernière session à Dallas, en solo, s'accompagnant à la guitare. Deux prises sont enregistrées. Le single est édité par Vocalion en mai 1938.
Elle a donné son titre au manga Me and the Devil Blues, qui relate de manière romancée la vie de Johnson.

## Reprises
Parmi les nombreux artistes ayant interprété cette chanson, on peut citer notamment :
- The Doors live.
- Cowboy Junkies sur l'album Whites Off Earth Now!!(1986).
- Peter Green sur l'album The Robert Johnson Songbook (1998).
- John Hammond sur At The Crossroads (2003).
- Eric Clapton sur l'album Sessions for Robert J (2004).
- Simply Red sur la version Collectors Edition de l'album Stars (2008).
- Gil Scott-Heron sur l'album I'm new here (2010)
- Leon Redbone sur  Long Way From Home (2016).
- Soap&Skin dans l'épisode 5 de la saison 1 de la série Dark (2017).